# Båndskive
Båndskiverne, ofte blot omtalt som diskus eller diskos, benævnt disci intervertebrales på latin, er bruskskiver der befinder sig imellem ryghvirvelerne i rygsøjlen. De fungerer som et uægte led af formen symfyse imellem corpus af alle hvirvellegemer over bækkenet. Deres funktion er stødarbsorption, bevægelighed, samt at binde ryghvirvelerne sammen.

## Struktur
Båndskiverne består af tre komponenter: En gelatininøs kerne, nucleus pulposus; en fibrøs yderkapsel, anulus fibrosus; samt to endeflader af brusk der adskiller de to førnævnte fra den egentlige ryghvirvel.
Ledbåndende optager langt størstedelen af deres næring via osmose og de afflades derfor betydeligt i løbet af daglig aktivitet pga. vægtbelastning. Rent højdemæssigt er der tale om ca. 1 cm legemshøjde der tabes i løbet af dagen og derefter geninvindes i løbet af søvn.

### Anulus fibrosus
Den fibrøse yderkapsel af båndskiven består af op til 50 koncentriske lameller af fibrøst bindevæv med tværgående fiberstrøj iblandt de individuelle lag, således at der dannes et kryds-og-tværsgående mønster i yderkapselen. Fiberstrøjene løber i alle retninger, med vekslende høj og lav skruegang samt strøjretning for at danne dette mønster.
Kapslen er avaskulær, altså har den ingen blodkar tilkoblet sig, udover helt på ydersiden. Den ernæres derfor næsten udelukkende via diffusion af væske fra omgivelserne. Denne egenskab deler den også med nucleus pulposus, da ingen kar gennemtrænger anulus eller.
Mængden af fibre er rigest i ydersiden af kapslen, hvorimens den på indersiden mod nucleus aftager i fibermængde. Samtidigt bliver det mod midten også sværere at differentiere imellem de individuelle lag, da der sker en langsom sammensmeltning af disse.
Størrelsen af anulus er tiltagende med alderen, således at nucleus bliver smallere og mindre velafgrænset med tiden. Dette accelererer særligt efter 30-40 års alderen.

### Nucleus pulposus
Grundsubstansen i midten af båndskiven er en gelatinøs masse med et rigt makromolekyleindhold. Særlig vigtig er dens høje koncentration af natriumioner der er med til at danne et osmotisk tryk der gør diffusionen af væske igennem anulus fibrosus mulig.
Nucleus er også avaskulær og har ligesom anulus heller ingen nerveforsyning. Den differentierer fra anulus i at den ikke har disse i dens periferi eller, og er fuldstændigt uinnerveret.
Nucleus pulposus er desuden den eneste rest af den embryonale notochord, som efter at blive omgivet af schlerotom i 4-7 graviditetsuge tilbagedannes til nucleus pulposus.

### Bruskskiverne
De øverste bruskskiver danner et tilhæftningspunkt for de øvrige dele til ryghvirvelerne og fungerer samtidigt som diffusionsbarriere der hjælper med at bringe væske til den dybere midte af båndskiverne.

## Klinisk relevans

### Diskusprolaps
Ved svækkelse af anulus fibrosus kan nucleus pulposus prolapserer ud igennem denne. Dette sker oftest (90 % af tiden) i lændehvirvelerne da båndskiverne i disse udsættes for det meste tryk i kroppen. Ved symptomatisk diskusprolaps presser nucleus ind mod rygmarven og der opstår smerter afhængig af voldsomheden samt lokationen af prolapsen.
Hyppigheden i lændehvirvelen skyldes desuden at rygsøjlen her krummer i en retning der placerer særligt pres på den dorsale side af anulus fibrosus.